# A Knight in York
Albums
Autumn Sky
(2010) Dancer and the Moon
(2013)
A Knight in York est de deuxième album live du groupe Blackmore's Night, sorti en 2012. Il est enregistré à l'automne 2011 à l' Opéra de York, en Angleterre.  Sorti en CD et LP, il existe également des versions avec un DVD ou un Blu-ray supplémentaire reprenant les titres de l'album en vidéo.
L'album entre à la 2e position au classement New Age Billboard ainsi que dans le classement de DVD en Allemagne et à la 8e place du classement d'album en Allemagne. L'album atteint la 46e place en Autriche et la 85e en Suisse.  
Le concert se compose principalement de chansons de leurs deux albums derniers albums, Secret Voyage (2008) et Autumn Sky (2010). Il contient également deux reprises : Journeyman de Nordman et First of May des Bee Gees.
À noter que sur la vidéo, Autumn Esmerelda Blackmore, la fille de Ritchie Blackmore et de Candice Night, âgée de 18 mois, apparait sur scène durant le titre World of Stone et que Candice Night décrit comme « dormant comme sa maman et buvant comme son papa ».

## Liste des titres
| No  | Titre                               | Durée |
| --- | ----------------------------------- | ----- |
| 1.  | Locked Within the Crystal Ball      | 7:21  |
| 2.  | Gilded Cage                         | 4:18  |
| 3.  | The Circle                          | 7:17  |
| 4.  | Journeyman (Reprise de Nordman)     | 6:58  |
| 5.  | World of Stone                      | 6:14  |
| 6.  | The Peasant's Promise               | 5:11  |
| 7.  | Toast to Tomorrow                   | 4:48  |
| 8.  | Fires at Midnight                   | 9:44  |
| 9.  | Barbara Allen                       | 5:27  |
| 10. | Darkness                            | 3:30  |
| 11. | Dance of the Darkness               | 3:47  |
| 12. | Dandelion Wine                      | 6:07  |
| 13. | All the Fun of the Fayre            | 4:07  |
| 14. | First of May (Reprise des Bee Gees) | 3:35  |

## Musiciens
- Ritchie Blackmore : guitares acoustique et électrique, mandoline, vielle à roue
- Candice Night : chant, chalemie, tambourin, présentation des titres
- Bard David of Larchmont (David Baranowski[4]) : claviers, chœurs
- Gypsy Rose (Elizabeth Cary[5]) : violon, chœurs
- Earl Grey of Chimey (Mike Clemente[6]) : basse, mandoline, guitare acoustique
- Squire Malcolm of Lumley (Malcolm Dick[7]) : batterie, percussions
- Albert Danneman : chœurs et bois de la Renaissance

Cet album est le dernier auquel participent la violoniste Elisabeth Cary, le batteur Malcolm Dick et le joueur de bois Albert Danneman.

## Classements
| Chart (2012)                       | Position |
| ---------------------------------- | -------- |
| Billboard Top New Age Charts       | 2        |
| German Albums (Offizielle Top 100) | 8        |
| Russian Albums Chart               | 24       |
| Austrian Albums (Ö3 Austria)       | 46       |
| Swiss Albums (Schweizer Hitparade) | 85       |